# Graveyard Johnnys
Die Graveyard Johnnys sind eine britische Rockabilly-Band aus Chepstow in Südwales.

## Geschichte
Mit der Gründung durch Tom Lord und Joe Grogan 2008 begannen die Graveyard Johnnys sich kontinuierlich den Ruf einer ausgezeichneten Liveband in der Rockabilly-Szene aufzubauen. So wurde ihre erste selbstproduzierte Single Streetblocks and City Lights durch die Radio 1 Punk Show gespielt, was, so die Band, dafür sorgte, dass jede Pressung der Single restlos ausverkauft war. Es folgten weitere Auftritte im BBC Studio für verschiedene Sessions. Trotz der ersten größeren Aufmerksamkeit gingen die Graveyard Johnnys weiterhin auf Tour, was zum Verschleiß zweier Vollzeit-Gitarristen führte und danach zur Folge hatte, dass bei den folgenden Gigs immer wechselnde Gitarristen spielten. Erst als der Tourbus der Graveyard Johnnys 2011 auf der Europa-Tour das Zeitliche segnete, beschlossen Tom und Joe, dass es an der Zeit wäre, mit dem Touren zu pausieren und sich dem Studioalbum zu widmen. So entstand in dieser Zeit ihr Debütalbum Songs from Better Days.

Bandmitglieder beim Free & Easy Festival 2014
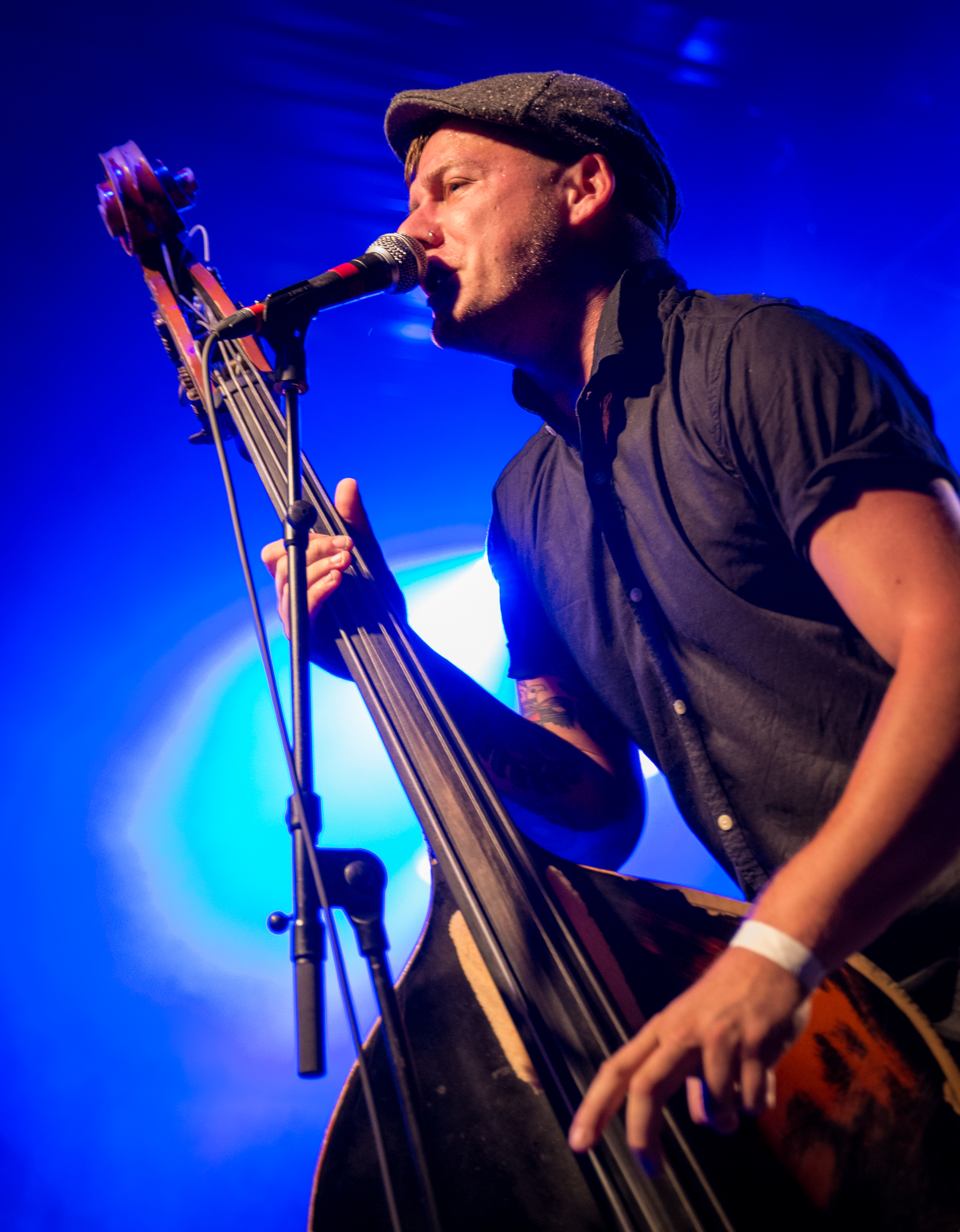
Joe Grogan
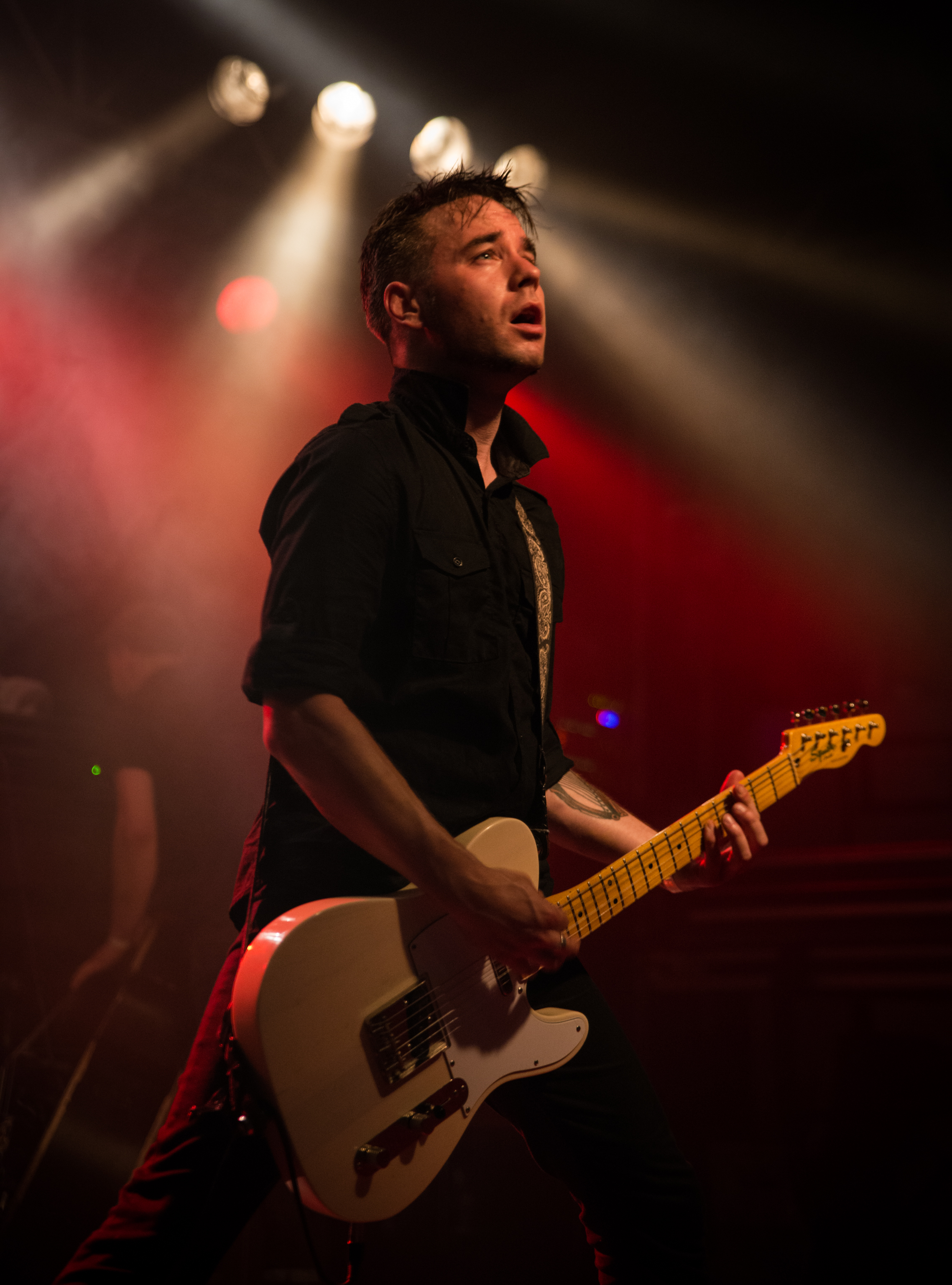
Callum Houston
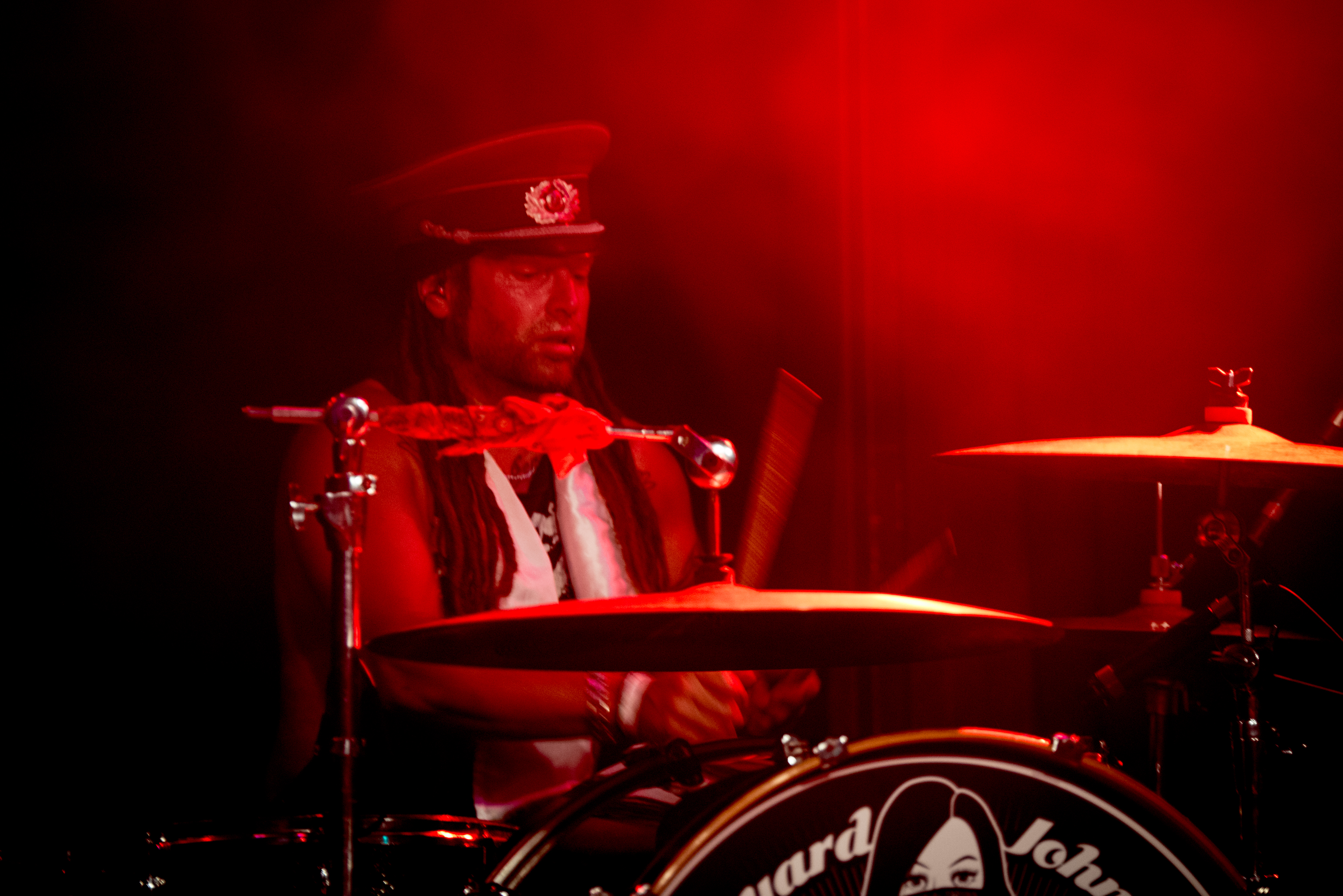
Thomas E Lord

## Diskografie
Alben
- 2011: Songs from Better Days
- 2015: Dead Transmission!

Singles
- 2008: Streetblocks and City Lights (EP)
- 2011: Cherylene
- 2012: Split EP (mit Rampires)
- 2013: Split EP (mit The Silver Shine)